# Шир ла-Шалом
Шир ла-Шалом (ивр. שיר לשלום‎ — песня мира) — популярная израильская песня, написанная Яаковом Ротблитом и Яиром Розенблюмом в 1969 году. Песня стала гимном израильского движения за мир.
Впервые песня была исполнена армейским ансамблем Нахаль в 1969 году во время Войны на истощение между Израилем и Египтом.
На музыка и текст песни оказали влияние англо-американский антивоенный фолк-рок шестидесятых и перекликается с хитом мюзикла «Волосы» «Let the Sunshine In». Песня оплакивает павших бойцов и призывает «петь песни о любви, а не о войне» (в оригинальной версии — «а не о победах», однако армия потребовала изменить эту строчку для поддержания боевого духа солдат)
Многие восприняли эту песню «пораженческой» и кощунственной. Командующий Центральным военным округом (Рехавам Зеэви) и Южным (Ариэль Шарон) запретили исполнение песни в зоне под их командованием.
С годами песня стала неофициальным гимном мирного движения, в частности, организации «Шалом Ахшав».
Во время мирной демонстрации 4 ноября 1995 года Мири Алони ансамбли Гиватрон и Ирусим, Шимон Перес и Ицхак Рабин со сцены вместе с демонстрантами исполнили песню Шир ла-Шалом. Сразу после демонстрации Рабин был убит. В его кармане был найден окровавленный листок с текстом песни.